# Rodolfo Rivademar
Rodolfo Rivademar (19 de outubro de 1927 — 15 de outubro de 2013) foi um velejador argentino, medalhista olímpico. Ele competiu nos Jogos Olímpicos de Verão de 1948 na classe 6 Metre e conquistou a medalha de prata na disputa a bordo do Djinn com Enrique Sieburger, Emilio Homps, Rufino Rodríguez de la Torre, Enrique Sieburger Jr. e Julio Sieburger.
Em 2006, atuou como presidente da União de Entidades Náuticas da República Argentina.